# Canada Masters 2007 - Qualificazioni singolare femminile
Le qualificazioni del singolare femminile del Canada Masters 2007 sono state un torneo di tennis preliminare per accedere alla fase finale della manifestazione. I vincitori dell'ultimo turno sono entrati di diritto nel tabellone principale. In caso di ritiro di uno o più giocatori aventi diritto a questi sono subentrati i lucky loser, ossia i giocatori che hanno perso nell'ultimo turno ma che avevano una classifica più alta rispetto agli altri partecipanti che avevano comunque perso nel turno finale.
Le qualificazioni del torneo Canada Masters  2007 prevedevano 48 partecipanti di cui 12 sono entrati nel tabellone principale.

## Teste di serie
1. Laura Granville (ultimo turno)
2. Assente
3. Assente
4. Angelique Kerber (primo turno)
5. Assente
6. Maria-Elena Camerin (Qualificata)
7. Assente
8. Caroline Wozniacki (Qualificata)
9. Anastasija Rodionova (Qualificata)
10. Virginia Ruano Pascual (primo turno)
11. Flavia Pennetta (Qualificata)
12. Ioana Raluca Olaru (ultimo turno)

1. Jelena Kostanić Tošić (ultimo turno)
2. Iveta Benešová (ultimo turno)
3. Sharon Fichman (primo turno)
4. Camille Pin (Qualificata)
5. Tzipora Obziler (ultimo turno)
6. Gréta Arn (ultimo turno)
7. Hana Šromová (primo turno)
8. Galina Voskoboeva (primo turno)
9. Jarmila Gajdošová (ultimo turno)
10. Akgul Amanmuradova (ultimo turno)
11. Yulia Fedossova (primo turno)
12. Selima Sfar (primo turno)

## Qualificati
1. Angelika Bachmann
2. Ekaterina Shulaeva
3. Varvara Lepchenko
4. Dominika Cibulková
5. Andreja Klepač
6. Maria-Elena Camerin

1. Emmanuelle Gagliardi
2. Caroline Wozniacki
3. Anastasija Rodionova
4. Zi Yan
5. Flavia Pennetta
6. Camille Pin

## Tabellone

### Legenda
| - Q = Qualificato - WC = Wild card - LL = Lucky loser | - ALT = Alternate - SE = Special Exempt - PR = Protected Ranking | - w/o = Walkover - r = Ritirato - d = Squalificato |

### Sezione 1
|  | Primo turno | Primo turno       | Primo turno       | Primo turno | Primo turno |  |  | Ultimo turno | Ultimo turno      | Ultimo turno      | Ultimo turno | Ultimo turno |  |
|  |             |                   |                   |             |             |  |  |              |                   |                   |              |              |  |
|  | 1           | Laura Granville   | Laura Granville   | 6           | 6           |  |  |              |                   |                   |              |              |  |
|  |             | Melanie Gloria    | Melanie Gloria    | 2           | 0           |  |  | 1            | Laura Granville   | Laura Granville   | 4            | 6(1)         |  |
|  |             | Angelika Bachmann | Angelika Bachmann | 6           | 7           |  |  |              | Angelika Bachmann | Angelika Bachmann | 6            | 7            |  |
|  | 23          | Yulia Fedossova   | Yulia Fedossova   | 3           | 63          |  |  |              |                   |                   |              |              |  |

### Sezione 2
|  | Primo turno        | Primo turno        | Primo turno        | Primo turno | Primo turno |  |  | Ultimo turno | Ultimo turno       | Ultimo turno       | Ultimo turno | Ultimo turno |  |
|  |                    |                    |                    |             |             |  |  |              |                    |                    |              |              |  |
|  | Ekaterina Shulaeva | Ekaterina Shulaeva | Ekaterina Shulaeva | 7           | 7           |  |  |              |                    |                    |              |              |  |
|  | Jorgelina Cravero  | Jorgelina Cravero  | Jorgelina Cravero  | 5           | 64          |  |  |              | Ekaterina Shulaeva | Ekaterina Shulaeva | 7            | 6            |  |
|  | 22                 | Akgul Amanmuradova | Akgul Amanmuradova | 6           | 6           |  |  | 22           | Akgul Amanmuradova | Akgul Amanmuradova | 64           | 3            |  |
|  |                    | Valérie Tétreault  | Valérie Tétreault  | 2           | 2           |  |  |              |                    |                    |              |              |  |

### Sezione 3
|  | Primo turno | Primo turno            | Primo turno            | Primo turno | Primo turno |  |  | Ultimo turno | Ultimo turno      | Ultimo turno      | Ultimo turno | Ultimo turno |  |
|  |             |                        |                        |             |             |  |  |              |                   |                   |              |              |  |
|  |             | Varvara Lepchenko      | 1                      | 6           | 6           |  |  |              |                   |                   |              |              |  |
|  | 3           | Angelique Kerber       | 6                      | 0           | 0           |  |  |              | Varvara Lepchenko | Varvara Lepchenko | 6            | 6            |  |
|  | 17          | Tzipora Obziler        | Tzipora Obziler        | 6           | 6           |  |  | 17           | Tzipora Obziler   | Tzipora Obziler   | 3            | 3            |  |
|  |             | Stéphanie Foretz Gacon | Stéphanie Foretz Gacon | 2           | 4           |  |  |              |                   |                   |              |              |  |

### Sezione 4
|  | Primo turno | Primo turno           | Primo turno           | Primo turno | Primo turno |  |  | Ultimo turno | Ultimo turno       | Ultimo turno       | Ultimo turno | Ultimo turno |  |
|  |             |                       |                       |             |             |  |  |              |                    |                    |              |              |  |
|  | 3           | Dominika Cibulková    | Dominika Cibulková    | 6           | 6           |  |  |              |                    |                    |              |              |  |
|  |             | Jamea Jackson         | Jamea Jackson         | 1           | 3           |  |  | 3            | Dominika Cibulková | Dominika Cibulková | 6            | 6            |  |
|  |             | Sharon Fichman        | Sharon Fichman        | 6           | 7           |  |  |              | Sharon Fichman     | Sharon Fichman     | 3            | 1            |  |
|  | 15          | Stéphanie Cohen-Aloro | Stéphanie Cohen-Aloro | 3           | 64          |  |  |              |                    |                    |              |              |  |

### Sezione 5
|  | Primo turno    | Primo turno     | Primo turno     | Primo turno | Primo turno |  |  | Ultimo turno | Ultimo turno   | Ultimo turno | Ultimo turno | Ultimo turno |  |
|  |                |                 |                 |             |             |  |  |              |                |              |              |              |  |
|  | Andreja Klepač | Andreja Klepač  | Andreja Klepač  | 6           | 6           |  |  |              |                |              |              |              |  |
|  | Betina Jozami  | Betina Jozami   | Betina Jozami   | 1           | 2           |  |  |              | Andreja Klepač | 6            | 2            | 7            |  |
|  | 18             | Gréta Arn       | Gréta Arn       | 6           | 6           |  |  | 18           | Gréta Arn      | 4            | 6            | 65           |  |
|  |                | Anne Keothavong | Anne Keothavong | 3           | 0           |  |  |              |                |              |              |              |  |

### Sezione 6
|  | Primo turno | Primo turno         | Primo turno         | Primo turno | Primo turno |  |  | Ultimo turno | Ultimo turno        | Ultimo turno        | Ultimo turno | Ultimo turno |  |
|  |             |                     |                     |             |             |  |  |              |                     |                     |              |              |  |
|  | 6           | Maria-Elena Camerin | Maria-Elena Camerin | 6           | 6           |  |  |              |                     |                     |              |              |  |
|  |             | Katie O'brien       | Katie O'brien       | 4           | 0           |  |  | 6            | Maria-Elena Camerin | Maria-Elena Camerin | 7            | 6            |  |
|  |             | Selima Sfar         | Selima Sfar         | 6           | 7           |  |  |              | Selima Sfar         | Selima Sfar         | 5            | 1            |  |
|  | 24          | Alberta Brianti     | Alberta Brianti     | 2           | 6           |  |  |              |                     |                     |              |              |  |

### Sezione 7
|  | Primo turno          | Primo turno           | Primo turno           | Primo turno | Primo turno |  |  | Ultimo turno | Ultimo turno          | Ultimo turno          | Ultimo turno | Ultimo turno |  |
|  |                      |                       |                       |             |             |  |  |              |                       |                       |              |              |  |
|  | Emmanuelle Gagliardi | Emmanuelle Gagliardi  | Emmanuelle Gagliardi  | 6           | 6           |  |  |              |                       |                       |              |              |  |
|  | Iryna Kurjanovič     | Iryna Kurjanovič      | Iryna Kurjanovič      | 3           | 2           |  |  |              | Emmanuelle Gagliardi  | Emmanuelle Gagliardi  | 6            | 6            |  |
|  | 13                   | Jelena Kostanić Tošić | Jelena Kostanić Tošić | 6           | 6           |  |  | 13           | Jelena Kostanić Tošić | Jelena Kostanić Tošić | 3            | 3            |  |
|  |                      | Sun Tiantian          | Sun Tiantian          | 4           | 3           |  |  |              |                       |                       |              |              |  |

### Sezione 8
|  | Primo turno | Primo turno        | Primo turno        | Primo turno | Primo turno |  |  | Ultimo turno | Ultimo turno       | Ultimo turno       | Ultimo turno | Ultimo turno |  |
|  |             |                    |                    |             |             |  |  |              |                    |                    |              |              |  |
|  | 8           | Caroline Wozniacki | Caroline Wozniacki | 6           | 6           |  |  |              |                    |                    |              |              |  |
|  |             | Gabriela Dabrowski | Gabriela Dabrowski | 0           | 3           |  |  | 8            | Caroline Wozniacki | Caroline Wozniacki | 6            | 6            |  |
|  |             | Hana Šromová       | Hana Šromová       | 6           | 6           |  |  |              | Hana Šromová       | Hana Šromová       | 3            | 3            |  |
|  | 19          | Ol'ga Savčuk       | Ol'ga Savčuk       | 2           | 4           |  |  |              |                    |                    |              |              |  |

### Sezione 9
|  | Primo turno | Primo turno          | Primo turno          | Primo turno | Primo turno |  |  | Ultimo turno | Ultimo turno         | Ultimo turno         | Ultimo turno | Ultimo turno |  |
|  |             |                      |                      |             |             |  |  |              |                      |                      |              |              |  |
|  | 9           | Anastasija Rodionova | Anastasija Rodionova | 6           | 2           |  |  |              |                      |                      |              |              |  |
|  |             | Melinda Czink        | Melinda Czink        | 4           | 1r          |  |  | 9            | Anastasija Rodionova | Anastasija Rodionova | 7            | 6            |  |
|  | 14          | Iveta Benešová       | Iveta Benešová       | 6           | 6           |  |  | 14           | Iveta Benešová       | Iveta Benešová       | 5            | 2            |  |
|  |             | Mallory Cecil        | Mallory Cecil        | 4           | 3           |  |  |              |                      |                      |              |              |  |

### Sezione 10
|  | Primo turno | Primo turno            | Primo turno            | Primo turno | Primo turno |  |  | Ultimo turno      | Ultimo turno      | Ultimo turno | Ultimo turno | Ultimo turno |  |
|  |             |                        |                        |             |             |  |  |                   |                   |              |              |              |  |
|  |             | Zi Yan                 | Zi Yan                 | 7           | 6           |  |  |                   |                   |              |              |              |  |
|  | 10          | Virginia Ruano Pascual | Virginia Ruano Pascual | 5           | 4           |  |  | Zi Yan            | Zi Yan            | 6            | 1            | 7            |  |
|  |             | Galina Voskoboeva      | 2                      | 6           | 6           |  |  | Galina Voskoboeva | Galina Voskoboeva | 4            | 6            | 64           |  |
|  | 20          | Sara Errani            | 6                      | 4           | 2           |  |  |                   |                   |              |              |              |  |

### Sezione 11
|  | Primo turno | Primo turno        | Primo turno        | Primo turno | Primo turno |  |  | Ultimo turno | Ultimo turno      | Ultimo turno      | Ultimo turno | Ultimo turno |  |
|  |             |                    |                    |             |             |  |  |              |                   |                   |              |              |  |
|  | 11          | Flavia Pennetta    | Flavia Pennetta    | 6           | 6           |  |  |              |                   |                   |              |              |  |
|  |             | Mathilde Johansson | Mathilde Johansson | 4           | 4           |  |  | 11           | Flavia Pennetta   | Flavia Pennetta   | 6            | 6            |  |
|  | 21          | Jarmila Gajdošová  | Jarmila Gajdošová  | 7           | 6           |  |  | 21           | Jarmila Gajdošová | Jarmila Gajdošová | 3            | 3            |  |
|  |             | Julia Schruff      | Julia Schruff      | 63          | 4           |  |  |              |                   |                   |              |              |  |

### Sezione 12
|  | Primo turno | Primo turno        | Primo turno        | Primo turno | Primo turno |  |  | Ultimo turno | Ultimo turno       | Ultimo turno       | Ultimo turno | Ultimo turno |  |
|  |             |                    |                    |             |             |  |  |              |                    |                    |              |              |  |
|  | 12          | Ioana Raluca Olaru | Ioana Raluca Olaru | 6           | 6           |  |  |              |                    |                    |              |              |  |
|  |             | Eva Birnerová      | Eva Birnerová      | 2           | 1           |  |  | 12           | Ioana Raluca Olaru | Ioana Raluca Olaru | 6            | 2            |  |
|  | 16          | Camille Pin        | 3                  | 6           | 6           |  |  | 16           | Camille Pin        | Camille Pin        | 7            | 6            |  |
|  |             | Alina Židkova      | 6                  | 0           | 2           |  |  |              |                    |                    |              |              |  |